# Дискография Марины Диамандис
Дискография валлийской певицы и автора песен Marina насчитывает 5 студийных альбомов, 6 мини-альбомов, 25 синглов, 4 промосингла и 29 музыкальных видео.
В 2009 году, Марина Диамандис подписала контракт с лейблом Neon Gold Records и выпустила дебютный мини-альбом The Crown Jewels EP. После, певица заключила контракт с 679 Artists и Atlantic Records, выпустив свой дебютный студийный альбом The Family Jewels 15 февраля 2010 года. Диск дебютировал с пятой позиции в чарте UK Albums Chart и получил золотые сертификации в таких странах, как Великобритания и Ирландия. В поддержку альбома были выпущены синглы «Mowgli's Road», «Hollywood», «I Am Not a Robot», «Oh No!» и «Shampain».
Второй студийный альбом Electra Heart был выпущен 27 апреля 2012 года, дебютировав с первой позиции в чартах таких стран, как Великобритания и Ирландия, также получил золотые сертификации в данных странах. В поддержку альбомы были выпущены синглы «Primadonna», «Power & Control» и «How to Be a Heartbreaker». Сингл «Primadonna» за всю карьеру Диамандис является самым популярным; дебютировал с 11 позиции в чарте UK Singles Chart и был сертифицирован как золотой в Соединённом Королевстве.
Релиз третьего студийного альбома Froot состоялся 13 марта 2015 года. Диск дебютировал с 10 места в британском чарте UK Albums Chart. Альбом также занял восьмую позицию в американском чарте Billboard 200, тем самым став первым в дискографии Диамандис альбомом, попавшим в топ-10 чарта. В поддержку альбома были выпущены такие синглы, как «Froot», «Happy», «I’m a Ruin», «Forget» и «Blue».
Четвёртый студийный альбом Love + Fear вышел 26 апреля 2019 года, и это стал первый альбом певицы, выпущенный под мононимом MARINA. Помимо синглов «Handmade Heaven», «Superstar», «Orange Trees», «To Be Human» и «Karma», в сентябре того же года вышел мини-альбом с акустическими версиями песен под названием Love + Fear (Acoustic).

## Альбомы

### Студийные альбомы
| Название                                                                     | Об альбоме                                                                                        | Позиции в чартах | Позиции в чартах | Позиции в чартах | Позиции в чартах | Позиции в чартах | Позиции в чартах | Позиции в чартах | Позиции в чартах | Позиции в чартах | Позиции в чартах | Продажи                    | Сертификация                                   |
| Название                                                                     | Об альбоме                                                                                        | UK               | AUS              | AUT              | CAN              | GER              | IRE              | NZ               | SWE              | SWI              | US               | Продажи                    | Сертификация                                   |
| ---------------------------------------------------------------------------- | ------------------------------------------------------------------------------------------------- | ---------------- | ---------------- | ---------------- | ---------------- | ---------------- | ---------------- | ---------------- | ---------------- | ---------------- | ---------------- | -------------------------- | ---------------------------------------------- |
| The Family Jewels                                                            | - Релиз: 15 февраля 2010 - Лейблы: 679, Atlantic - Форматы: CD, LP, digital download              | 5                | 79               | 18               | —                | 12               | 9                | —                | —                | 100              | 138              | - UK: 195,358              | - BPI: Золотой - IRMA: Золотой                 |
| Electra Heart                                                                | - Релиз: 27 апреля 2012 - Лейблы: 679, Atlantic - Форматы: CD, LP digital download, касетта       | 1                | 32               | 25               | 50               | 17               | 1                | 31               | 41               | 11               | 31               | - UK: 89,676 - US: 150,000 | - BPI: Золотой - IRMA: Золотой - RIAA: Золотой |
| Froot                                                                        | - Релиз: 13 марта 2015 - Лейблы: Neon Gold, Atlantic - Форматы: CD, LP, digital download, кассета | 10               | 12               | 38               | 6                | 24               | 4                | 12               | 48               | 10               | 8                | - US: 75,000               |                                                |
| Love + Fear                                                                  | - Релиз: 26 апреля 2019 - Лейбл: Atlantic - Форматы: CD, LP, digital download                     | 5                | 22               | 19               | 32               | 18               | 17               | 32               | —                | 20               | 28               |                            |                                                |
| Ancient Dreams in a Modern Land                                              | - Релиз: 11 июня 2021 - Лейбл: Atlantic - Форматы: CD, LP, digital download, кассета              | 17               | 38               | 29               | —                | 43               | 26               | 40               | —                | 21               | 92               |                            |                                                |
| «—» означает, что альбом не попал в чарт или не был выпущен в данной стране. |                                                                                                   |                  |                  |                  |                  |                  |                  |                  |                  |                  |                  |                            |                                                |

### Мини-альбомы
| Название                          | Об альбоме                                                                  |
| --------------------------------- | --------------------------------------------------------------------------- |
| Give Me The Money EP              | - Релиз: 2007 - Лейбл: само-релиз - Форматы: Digital download               |
| Mermaid Vs Sailor                 | - Релиз: 2007 - Лейбл: само-релиз - Форматы: Digital download               |
| The Crown Jewels EP               | - Релиз: 1 июня 2009 - Лейбл: Neon Gold - Форматы: 7", digital download, CD |
| iTunes Live: London Festival 2009 | - Релиз: 15 июля 2009 - Лейбл: 679, Atlantic - Формат: Digital download     |
| The American Jewels EP            | - Релиз: 23 марта 2010 - Лейбл: Chop Shop - Формат: Digital download        |
| iTunes Live: London Festival 2010 | - Релиз: 26 июля 2010 - Лейбл: 679, Atlantic - Формат: Digital download     |
| Love + Fear (Acoustic)            | - Релиз: 13 сентября 2019 - Лейбл: Atlantic - Формат: Digital download      |

## Синглы и чарты
| Название                                                                      | Год  | Позиции в чартах | Позиции в чартах | Позиции в чартах | Позиции в чартах | Позиции в чартах | Позиции в чартах | Позиции в чартах | Позиции в чартах | Позиции в чартах | Позиции в чартах | Сертификация                                                                   | Альбом            |
| Название                                                                      | Год  | UK               | AUS              | AUT              | DEN              | GER              | IRE              | NOR              | NZ               | SWE              | SWI              | Сертификация                                                                   | Альбом            |
| ----------------------------------------------------------------------------- | ---- | ---------------- | ---------------- | ---------------- | ---------------- | ---------------- | ---------------- | ---------------- | ---------------- | ---------------- | ---------------- | ------------------------------------------------------------------------------ | ----------------- |
| «Obsessions»                                                                  | 2009 | —                | —                | —                | —                | —                | —                | —                | —                | —                | —                |                                                                                | The Family Jewels |
| «Mowgli's Road»                                                               | 2009 | —                | —                | —                | —                | —                | —                | —                | —                | —                | —                |                                                                                | The Family Jewels |
| «Hollywood»                                                                   | 2010 | 12               | —                | 17               | —                | 15               | 21               | —                | —                | —                | —                |                                                                                | The Family Jewels |
| «I Am Not a Robot»                                                            | 2010 | 26               | —                | —                | —                | —                | —                | 6                | —                | 11               | —                |                                                                                | The Family Jewels |
| «Oh No!»                                                                      | 2010 | 38               | —                | —                | —                | —                | —                | —                | —                | —                | —                |                                                                                | The Family Jewels |
| «Shampain»                                                                    | 2010 | 141              | —                | —                | —                | —                | —                | —                | —                | —                | —                |                                                                                | The Family Jewels |
| «Primadonna»                                                                  | 2012 | 11               | 21               | 3                | 12               | 18               | 3                | —                | 4                | —                | 16               | - BPI: Серебряный - ARIA: Платиновый - IFPI DEN: Платиновый - RMNZ: Платиновый | Electra Heart     |
| «Power & Control»                                                             | 2012 | 193              | —                | —                | —                | —                | —                | —                | —                | —                | —                |                                                                                | Electra Heart     |
| «How to Be a Heartbreaker»                                                    | 2012 | 88               | —                | —                | 18               | —                | 21               | —                | —                | —                | —                | - IFPI DEN: Платиновый                                                         | Electra Heart     |
| «Froot»                                                                       | 2014 | —                | —                | —                | —                | —                | —                | —                | —                | —                | —                |                                                                                | Froot             |
| «Happy»                                                                       | 2014 | —                | —                | —                | —                | —                | —                | —                | —                | —                | —                |                                                                                | Froot             |
| «I'm a Ruin»                                                                  | 2015 | 169              | —                | —                | —                | —                | —                | —                | —                | —                | —                |                                                                                | Froot             |
| «Forget»                                                                      | 2015 | —                | —                | —                | —                | —                | —                | —                | —                | —                | —                |                                                                                | Froot             |
| «Blue»                                                                        | 2015 | —                | —                | —                | —                | —                | —                | —                | —                | —                | —                |                                                                                | Froot             |
| «—» — песня отсутствовала в чарте или не была выпущена на территории региона. |      |                  |                  |                  |                  |                  |                  |                  |                  |                  |                  |                                                                                |                   |

### Промосинглы
| Название                                                                      | Год  | Позиция | Позиция | Альбом                                  |
| Название                                                                      | Год  | UK      | IRE     | Альбом                                  |
| ----------------------------------------------------------------------------- | ---- | ------- | ------- | --------------------------------------- |
| «Radioactive»                                                                 | 2011 | 25      | 37      | Electra Heart                           |
| «Electra Heart» (BetaTraxx feat. Marina and the Diamonds)                     | 2014 | —       | —       | Electra Heart (Platinum Blonde Edition) |
| «Immortal»                                                                    | 2015 | —       | —       | Froot                                   |
| «Gold»                                                                        | 2015 | —       | —       | Froot                                   |
| «—» — песня отсутствовала в чарте или не была выпущена на территории региона. |      |         |         |                                         |

### Цифровые синглы
| Название                           | Год  | Заметки |
| ---------------------------------- | ---- | --- |
| «Homewrecker»                      | 2012 | - Выпущен в качестве бесплатного сингла на официальном сайте Диамандис с прикрепленной ссылкой ниже на сайте. |
| «E.V.O.L»                          | 2013 | - Релиз сингла состоялся в социальной сети SoundCloud в день Святого Валентина 2013 года.                     |
| «Just Desserts» (feat. Charli XCX) | 2013 | - Релиз состоялся в сети SoundCloud.                                                                          |

### Другие синглы в чартах
| Название | Год  | Позиции | Альбом            |
| Название | Год  | UK      | Альбом            |
| -------- | ---- | ------- | ----------------- |
| «Numb»   | 2010 | 135     | The Family Jewels |

### Как приглашенный артист
| Название     | Год  | Альбом                           |
| ------------ | ---- | -------------------------------- |
| «Starstrukk» | 2010 | Radio 1’s Live Lounge — Volume 5 |

## Музыкальные видео
| Название                     | Год  | Режиссёр(ы)           |
| ---------------------------- | ---- | --------------------- |
| «Seventeen»                  | 2008 | Chris Lewis           |
| «Obsessions»                 | 2008 | Tim Brown             |
| «I Am Not a Robot»           | 2009 | Rankin и Chris Cottam |
| «Mowgli’s Road»              | 2009 | Chris Sweeney         |
| «Hollywood»                  | 2009 | Kinga Burza           |
| «Hollywood (Gonzales Remix)» | 2010 | Dan Knight            |
| «Oh No!»                     | 2010 | Kinga Burza           |
| «Shampain»                   | 2010 | Kim Gehrig            |
| «Fear and Loathing»          | 2011 | Casper Balslev        |
| «Radioactive»                | 2011 | Casper Balslev        |
| «Primadonna»                 | 2012 | Casper Balslev        |
| «Power & Control»            | 2012 | Casper Balslev        |
| «How to Be a Heartbreaker»   | 2012 | Marc & Ish            |
| «The State of Dreaming»      | 2013 | Thomas Knights        |
| «Lies»                       | 2013 | Casper Balslev        |
| «Electra Heart»              | 2013 | Margarita Louca       |
| «Froot»                      | 2014 | Chino Moya            |
| «Immortal»                   | 2014 | Paul Caslin           |
| «I’m a Ruin»                 | 2015 | Markus Lundqvist      |
| «Forget»                     | 2015 | Markus Lundqvist      |
| «Blue»                       | 2015 | Charlotte Rutherford  |